# اچ‌ام‌اس آژاکس (۱۸۰۹)
اچ‌ام‌اس آژاکس (۱۸۰۹) (به انگلیسی: HMS Ajax (1809)) یک کشتی بود که طول آن ۱۷۶ فوت (۵۴ متر) بود. این کشتی در سال ۱۸۰۹ ساخته شد.